# Joan el Gramàtic
Joan VII de Constantinoble o Joan el Gramàtic (en grec antic: Ιωάννης Ζ΄ Γραμματικός) va ser patriarca de Constantinoble de l'any 837 al 843. No s'ha de confondre amb el filòsof Joan Filopò (c. 490-c. 570), també anomenat Joan Gramàtic.
Era una persona de molta cultura i va ser mestre de l'emperador Teòfil. Va acceptar les creences dels iconoclastes i Teòfil el va recolzar quan va ser nomenat patriarca de Constantinoble. Va donar suport a la política iconoclasta de Teòfil. Quan Teòfil va morir l'any 842 va pujar al poder la seva esposa Teodora l'Armènia, que el va destituir per les seves opinions. Quan va morir, l'emperador Miquel III l'Embriac el va fer enterrar amb tots els honors.
Era conegut per la seva erudició i per defensar l'ús del grec clàssic en l'ensenyament a les escoles de l'Imperi Romà d'Orient.